# 山口信一
山口 信一（やまぐち しんいち、1891年（明治24年）4月19日 - 1946年（昭和21年）7月25日）は、大日本帝国陸軍軍人。最終階級は陸軍中将。功四級。

## 経歴
1891年（明治24年）に東京府で生まれた。陸軍士官学校第25期、陸軍大学校第35期卒業。1937年（昭和12年）に陸軍歩兵大佐に進級し、陸軍予科士官学校附となる。1938年（昭和13年）に北支那方面軍特務部員、1939年（昭和14年）1月27日に歩兵第57連隊留守隊長を経て、同年3月9日に歩兵第212連隊長に就任し日中戦争に出動。山東省西部の警備に当たった。
1940年（昭和15年）に陸軍兵器本部附を経て、1941年（昭和16年）3月1日に陸軍少将に進級。同年4月7日に第51師団隷下の第51歩兵団長、同年11月8日に歩兵第39旅団長を歴任。1942年（昭和17年）に留守第6師団兵務部長（西部軍）、1943年（昭和18年）6月10日に第46師団兵務部長、同年10月1日に留守近衛第2師団兵務部長、1944年（昭和19年）に東部軍兵務部長を歴任した。1945年（昭和20年）4月30日に陸軍中将に進級、6月1日に第354師団長に親補され、千葉県館山近くの丸山で終戦を迎えた。